# Tersites

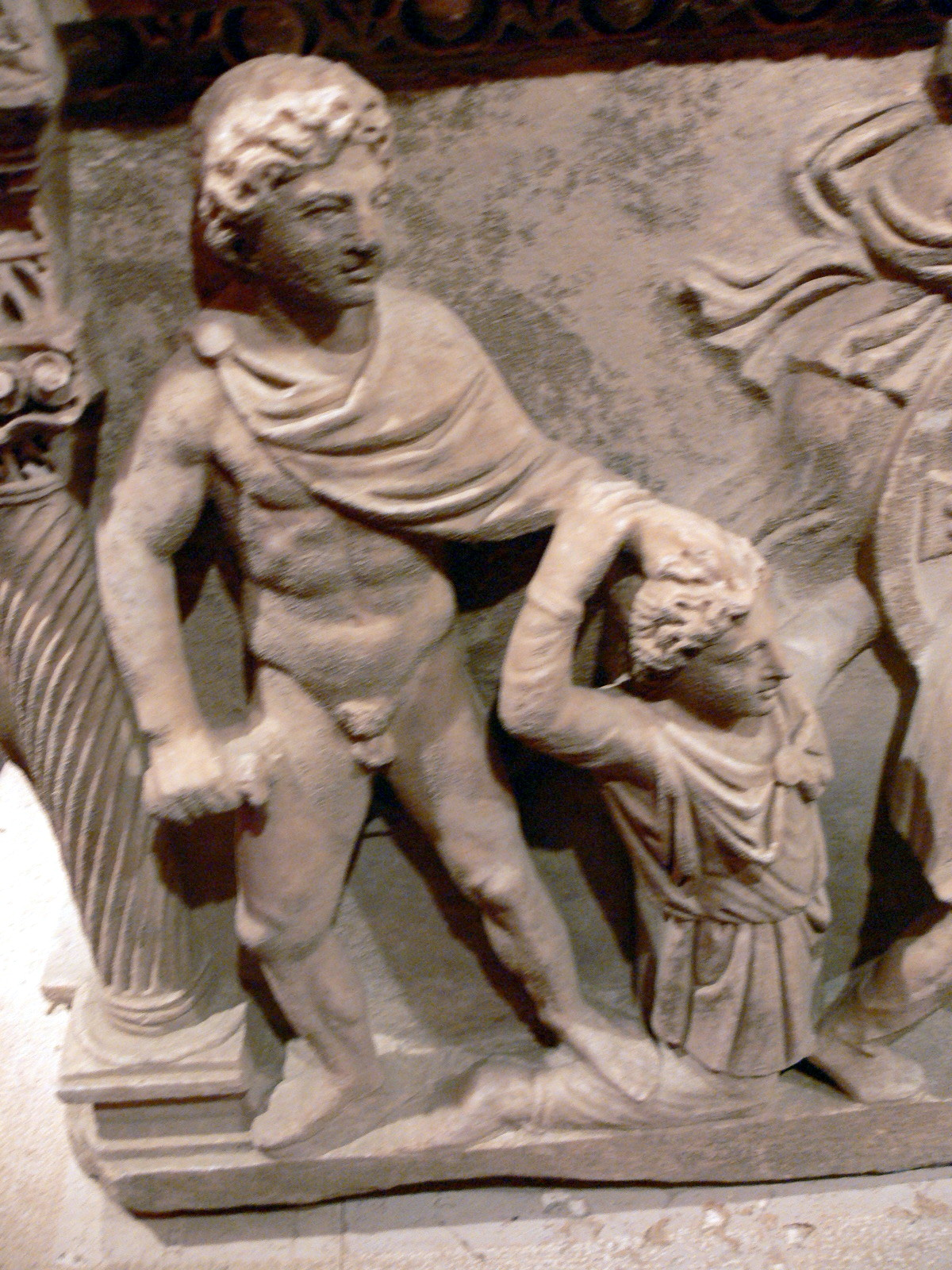
Aquil·les colpeja Tersites. Museu Arqueològic d'Antalya. S. II dC

Segons la mitologia grega, Tersites (en grec antic Θερσίτης), va ser un guerrer etoli, fill d'Agri i net de Portàon i d'Èurite. Els seus germans eren Celèutor, Onquest, Pròtou Licopeu i Melanip, i amb ells va expulsar el seu oncle Eneu del tron de Calidó, quan, ja vell, va ser incapaç de defensar-se.
Va participar en la guerra de Troia, i la Ilíada li atribueix un paper molt poc lluït. Homer diu d'ell que era el més lleig i el més covard de tots els grecs. Era coix i geperut i gairebé calb. Quan Agamèmnon va posar a prova els seus soldats i els va oferir aixecar el setge, Tersites va ser el primer d'acceptar la proposta i era un dels dirigents de la sedició que va estar a punt d'esclatar. Odisseu el va castigar amb una bastonada i Tersites va caure a terra entre les burles dels soldats.
També es diu, tot i que això no consta a la Ilíada, que va participar en la cacera del senglar de Calidó, i que, en veure la bèstia enorme, havia fugit espantat. Les epopeies cícliques diuen que Tersites va morir per culpa de la seva dolenteria. Quan Aquil·les hagué vençut l'amazona Pentesilea, es va enamorar d'ella en veure-la morir. Tersites es burlà de l'heroi i va treure els ulls de l'amazona amb la punta de la llança. Indignat, Aquil·les va matar Tersites a cops de puny. Després l'heroi anà a Lesbos a purificar-se per l'homicidi.